# Monika Schönauerová
Monika Schönauerová, provdaná Charvátová, (* 13. března 1954 Praha) je česká atletka specializující se na překážkový běh.

## Život
Mezi roky 1965 a 1981 závodila za klub Slavia Praha IPS, kde ji postupně trenérsky vedli A. Frabša, od roku 1967 M. Svoboda, jehož po dvou letech (1969) vystřídal Jaroslav Vostatek. Je několikanásobnou mistryní republiky, a to v letech 1972, 1974 a 1977 v běžeckém závodě na 100 metrů překážek. V hale kralovala československým mistrovstvím v letech 1975, 1976 a poté nepřetržitě od roku 1978 do 1980 v disciplínách překážkový běh na 50 metrů a na 60 metrů. Držela i československé rekordy na 100 metrů překážek od 13,4 sekundy v roce 1972 až po 13,55 sekund z roku 1978. Na závodech konaných 1. července 1972 v Budapešti vyrovnala juniorský světový rekord, jenž v tu dobu měl hodnotu 13,4 sekundy.
Svou vlast v letech 1972 až 1979 reprezentovala v celkem devatenácti mezinárodních závodech, z čehož čtyřikrát na Evropském poháru. Startovala v rozbězích překážkových běhů na 50, resp. 60 metrů na halových mistrovství Evropy v atletice v letech 1972 a 1976. Na evropském atletickém šampionátu v roce 1978 se v běhu na 100 metrů překážek probojovala až do semifinále.
Po aktivní sportovní kariéře pracovala pro nakladatelství Olympia a byla rovněž sportovní redaktorkou.

## Sportovní výkony
Osobní rekordy Schönauerové měly hodnotu:
- 12,1 sekundy v běhu na 100 metrů (dosaženo roku 1970)
- 25,7 sekundy v běhu na 200 metrů (dosaženo roku 1970)
- 13,55 sekundy v běhu na 100 metrů překážek (dosaženo roku 1974)
- 564 centimetrů ve skoku dalekém (dosaženo roku 1978)